# آنا پولاتو
آنا پولاتو (یونانی: Αννα Πολλάτου؛ ۸ اکتبر ۱۹۸۳ – ۱۷ مهٔ ۲۰۱۴) ژیمناست ریتمیک اهل یونان بود.
وی در مسابقات کشوری و بین‌المللی در مجموع برندهٔ ۵ مدال طلا، ۱ مدال نقره شده‌است.